# 李科穎
李科穎（英語：Ke-Ying Lee，1992年8月17日—），臺灣臺北市人，畢業於東南科技大學，臺北西門町及信義計畫區知名街頭藝人，曾多次上新聞接受採訪，因為小時候玩球時看到鄰居哥哥在打鼓，因此而踏上打鼓之路，高中就讀表演藝術科，技巧也突飛猛進，16歲時考上街頭藝人，於2020/10/9和2020/10/10和同樣在街頭表演的小提琴手林子安舉辦MEET音樂會，原在信義寶麗廣塲(俗稱貴婦百貨)固定在星期五晚上和星期六日下午和晚上的表演。

## 演出作品

### 音樂錄影帶
- 2019年 邱比 - 《葉柏》

## 表演作品
- 20150215-李科穎-信義微風《筷子兄弟-小蘋果》[2]
- 20150103-李科穎-信義威秀《PSY-GANGNAM STYLE》[3]
- 20150103-李科穎-信義威秀《謝金燕-姐姐》[4]
- 20150301-李科穎-台中燈會《謝金燕-一級棒》[5]
- 20150301-李科穎-台中燈會《五月天-傷心的人別聽慢歌》[6]
- 聽見下雨的聲音 Cover (李科穎 x 馬叔叔 x 雷御廷 x 吉姆貝斯)[7]
- 20150315-李科穎-陽明山花季《五月天-離開地球表面》[8]
- 20161217 李科穎街演 信義新光三越A4 「五月天-OAOA」

## 獲得獎項
- 2013台北樂器大展 網路影片 獲得人氣獎
- 2014/02/09 MORRISK 海盜派對 獲得最佳人氣獎

## 表演歷程
- 艋舺啟天宫媽祖遶境活動(2013/05/01)
- 獅子會表演嘉賓(2013/07/14)
- MORRIS K 最佳情人見面擔任開場嘉賓(2013/08/10)
- 開幕表演嘉賓(大安運動中心)(2013/09/07)
- 華岡藝校演講(2013/09/10)
- 新竹寶山鄉102年中秋節聯歡晚會表演嘉賓(2013/09/14)
- Dream with us 坤泰20週年音樂愛嘉年華-青少年熱音大賽開場嘉賓(2013/10/05)
- 東南科技大學舞動嘉年華表演嘉賓(2013/11/27)
- 東南科技大學運動會表演嘉賓(2013/11/29)
- 美商.米福得台灣分公司表演嘉賓(2013/12/24)
- 美商.米福得台灣分公司表演嘉賓(2013/12/25)
- 婚禮表演嘉賓(2013/12/29)
- 采丰醫美尾牙表演嘉賓(2014/01/05)
- 全科科技尾牙表演嘉賓(2014/01/27)
- 7-11(鑫華夏)北海道霜淇淋開幕嘉賓(2014/01/28)
- MORRISK海盜派對開場表演嘉賓(2014/02/09)
- 高雄燈會藝術節街頭藝人展演(2014/02/14-2014/02/17)
- 玩具反斗城春酒表演嘉賓(2014/02/20)
- 內湖迎媽祖表演嘉賓(2014/04/12)
- 台中大遠百福斯車展表演嘉賓(2014/04/19)
- 艋舺啟天宫媽祖遶境活動表演嘉賓(2014/04/21)
- 圓環扶輪社-第13屆就職典禮開場表演嘉賓(2014/07/04)
- 竹南鎮街頭藝文秀表演者(2014/07/12)
- 第七屆工研院魔幻嘉年華表演嘉賓(2014/07/19)
- 三商美邦擔任表演嘉賓(2014/08/30)
- 擔任周宇軒抓住夏天尾巴的足跡售票演唱會鼓手(2014/08/30)
- 三商美邦擔任表演嘉賓(2014/09/05)
- 台中北屯里長總部成立擔任站台表演嘉賓(2014/10/04)
- 三商美邦擔任開場表演嘉賓(2014/10/05)
- AXN 邀請參加『亞洲達人秀』(2014/10/05)
- 蘇澳選舉場表演嘉賓(2014/10/27)
- 2014台中運動嘉年華會表演嘉賓(2014/11/08)
- 國稅局租稅宣導活動『老外說唱税』表演嘉賓(2014/11/09)
- 我式搖滾坤泰盃青少年熱音大賽擔任開場嘉賓(2014/11/16)
- 2014蘆竹花海表演嘉賓(2014/11/22)
- 屏東慶讚海豐龍王殿、和興武龍殿參加遶境表演(2014/11/23)
- 東南科技大學舞動嘉年華表演嘉賓(2014/11/26)
- 修平科技大學運動會表演嘉賓(2014/12/06)
- 慶生派對表演嘉賓(2014/12/07)
- 台南走馬瀨（家庭日）活動表演嘉賓(2014/12/13)
- 經濟部舉辦台灣好食節表演嘉賓(2014/12/19)
- 扶輪社表演嘉賓(2014/12/20)
- 桃園新光三越聖誕童話表演嘉賓(2014/12/21)
- 遠技工成股份有限公司擔任尾牙表演嘉賓(2015/01/16)
- MORRIS K巴黎甜心見面會擔任開場表演嘉賓(2015/01/24)
- 萬達光電尾牙擔任表演嘉賓(2015/02/07)
- 永豐金控子公司尾牙表演嘉賓(2015/02/07)
- 潭子區慈善公益活動表演嘉賓(2015/02/28)
- 台中燈會表演嘉賓(台中公園區)(2015/03/01)
- 高雄燈會(2015/03/07)
- 陽明山花卉活動表演嘉賓(2015/03/15)

## 新聞採訪
- 【壹電視 新聞採訪】「鼓」勵人生! 爵士鼓手街頭陪過年[9]
- 【中天新聞採訪】騎馬舞打鼓版！西門町表演男孩擁粉絲[10]
- 【民視新聞】拚街頭藝人秀十八般武藝.爵士鼓獲滿堂彩[11]
- 【民視新聞採訪】高雄燈會 小鼓王尬鼓民眾搶看[12]
- 【東森新聞採訪】19歲小鼓王街頭稱霸 藝人凌峰也打賞、蕭敬騰千元打賞[13]
- 【中天新聞採訪】李科穎街頭打鼓　偶像蕭敬騰現身打賞[14]

## 外部連結
- FaceBook：李科穎KE
- Instagram：https://www.instagram.com/keyinglee/ （页面存档备份，存于）
- 微博：http://m.tw.weibo.com/2694496770 （页面存档备份，存于）
- YouTube：https://m.youtube.com/channel/UCDv9vGKLFqhh8VLtnMZIXOg